# SN 2014J
SN 2014J — сверхновая типа Iа в галактике Messier 82 («Сигара»), открытая в январе 2014 года. Ближайшая к Земле сверхновая этого типа за последние 40 лет. SN 1993J (Messier 81, галактика Боде) находилась примерно на таком же расстоянии от Земли, как SN 2014J.
Прямое восхождение звезды — 9ч 55м 42,217с, склонение — 69° 40′ 26,56″.

## Обнаружение
Сверхновую обнаружил астроном Стив Фосси (Steve Fossey, Университетский колледж Лондона) во время работы со студентами на небольшом телескопе (35 см) в University of London Observatory (Mill Hill к северу от Лондона).
Открытие стало случайным, поскольку Фосси не искал сверхновую и всего лишь воспользовался коротким разрывом в облаках. Позже он сказал

Погода была плохой, с возрастающей облачностью, поэтому вместо запланированной практики по астрономии я продемонстрировал студентам, как работать с ПЗС-камерой на одном из установленных в обсерватории автоматическом 35-сантиметровом телескопе.
Оригинальный текст (англ.)The weather was closing in, with increasing cloud, so instead of the planned practical astronomy class, I gave the students an introductory demonstration of how to use the CCD camera on one of the observatory’s automated 0.35–metre telescopes.
— 
21 января 2014 года в 19:20 GMT Фосси и его ученики заметили на снимках галактики Messier 82 (Сигара) яркую звезду. После сравнения с архивным снимком галактики они провели наблюдения с помощью второго телескопа. Информация об их открытии была передана в Центральное бюро астрономических телеграмм Международного астрономического союза, которое подтвердило, что они были первыми наблюдателями события. Сверхновой было присвоено имя SN 2014J.

## Наблюдения
Вскоре на 10-метровом телескопе обсерватории Кека (Мауна-Кеа, Гавайи) были проведены наблюдения сверхновой для точного определения её положения. Первые снимки спектра были получены 3,5-метровым телескопом обсерватории Апачи-Пойнт (Нью-Мексико), которые позволили определить, что сверхновая относится к типу Ia.
Поскольку сверхновые типа Ia являются важными стандартными свечами в космологии, ожидается интенсивное исследование звезды астрономами во всём мире.